# New England Patriots 1997
La stagione 1997 dei New England Patriots è stata la 28ª della franchigia nella National Football League, la 38ª complessiva e la prima con Pete Carroll come capo-allenatore. Dopo avere perso nella stagione precedente il Super Bowl XXXI contro i Green Bay Packers nell'ultima stagione sotto la direzione di Bill Parcells, nel 1997 i Patriots un record di 10-6 vinsero la propria division, battendo i Miami Dolphins nel primo turno di playoff. Furono eliminati la settimana successiva dagli Steelers.

## Calendario
| Turno      | Data               | Stadio                         | Avversario           | Risultato          | Record | TV ora       | Pubblico |
| ---------- | ------------------ | ------------------------------ | -------------------- | ------------------ | ------ | ------------ | -------- |
| 1          | 31/8               | Foxboro Stadium                | San Diego Chargers   | V 41–7             | 1–0    | NBC 1:00 pm  | 60,190   |
| 2          | 7/9                | RCA Dome                       | Indianapolis Colts   | V 31–6             | 2–0    | NBC 1:00 pm  | 53,632   |
| 3          | 14/9               | Foxboro Stadium                | New York Jets        | V 27–24 (DTS)      | 3–0    | TNT 8:00 pm  | 60,072   |
| 4          | 21/9               | Foxboro Stadium                | Chicago Bears        | V 31–3             | 4–0    | FOX 1:00 pm  | 59,873   |
| 5          | Settimana di pausa | Settimana di pausa             | Settimana di pausa   | Settimana di pausa |        |              |          |
| 6          | 6/10               | Mile High Stadium              | Denver Broncos       | S 13–34            | 4–1    | ABC 9:00 pm  | 75,821   |
| 7          | 12/10              | Foxboro Stadium                | Buffalo Bills        | V 33–6             | 5–1    | NBC 1:00 pm  | 59,802   |
| 8          | 19/10              | The Meadowlands                | New York Jets        | S 19–24            | 5–2    | NBC 1:00 pm  | 71,061   |
| 9          | 27/10              | Foxboro Stadium                | Green Bay Packers    | S 10–28            | 5–3    | ABC 9:00 pm  | 59,972   |
| 10         | 2/11               | Hubert H. Humphrey Metrodome   | Minnesota Vikings    | S 18–23            | 5–4    | NBC 1:00 pm  | 62,917   |
| 11         | 9/11               | Rich Stadium                   | Buffalo Bills        | V 31–10            | 6–4    | NBC 4:00 pm  | 65,783   |
| 12         | 16/11              | Houlihan's Stadium             | Tampa Bay Buccaneers | S 7–27             | 6–5    | NBC 1:00 pm  | 70,479   |
| 13         | 23/11              | Foxboro Stadium                | Miami Dolphins       | V 27–24            | 7–5    | NBC 1:00 pm  | 59,002   |
| 14         | 30/11              | Foxboro Stadium                | Indianapolis Colts   | V 20–17            | 8–5    | NBC 4:00 pm  | 58,507   |
| 15         | 7/12               | Jacksonville Municipal Stadium | Jacksonville Jaguars | V 26–20            | 9–5    | NBC 1:00 pm  | 73,446   |
| 16         | 13/12              | Foxboro Stadium                | Pittsburgh Steelers  | S 21–24 (DTS)      | 9–6    | NBC 4:00 pm  | 60,013   |
| 17         | 22/12              | Joe Robbie Stadium             | Miami Dolphins       | V 14–12            | 10–6   | ABC 9:00 pm  | 74,379   |
| Wild Card  | 28/12              | Foxboro Stadium                | Miami Dolphins       | V 17–3             | 1–0    | NBC 12:30 pm | 60,041   |
| Divisional | 3/1                | Three Rivers Stadium           | Pittsburgh Steelers  | S 6–7              | 1–1    | NBC 12:30 pm | 61,228   |